# Marathon de New York
Le marathon de New York (en anglais : New York City Marathon) est une course pédestre de 42,195 km empruntant chaque année depuis 1970 les rues de New York. Il fait partie du World Marathon Majors, compétition regroupant six marathons majeurs.

## Historique
Le premier Marathon de New York City s’est tenu en 1970, les 127 concurrents présents, qui ont tous payé 1 $ d'inscription, ont couru plusieurs boucles autour de Park Drive dans Central Park. Seulement une centaine de spectateurs ont pu observer la victoire de Gary Muhrcke en 2 h 31 min 38 s. Pour cette première édition, seuls 55 coureurs ont passé la ligne d'arrivée. Au cours des années, le marathon s'est beaucoup développé.
Afin de s'adapter au nombre grandissant des participants, en 1976, le cofondateur de la course Fred Lebow, alors président du New York Road Runners Club, décide de re-dessiner le parcours pour que les coureurs puissent traverser les cinq arrondissements sur lesquels la ville de New York s’étend ; le succès populaire est au rendez-vous. Cette même année, l'Américano-cubaine Rosie Ruiz triche pour obtenir un temps de 2 h 56. L'année suivante, les inscriptions à l'épreuve sont décuplées après que le film Marathon Man a marqué les esprits. Le Marathon a accru sa popularité un an après lorsque la Norvégienne Grete Waitz bat le record du monde en passant la ligne d’arrivée après 2 h 32 min 30 s de course. Elle gagnera neuf fois en onze participations. Au début des années 1980, le parcours est raccourci par erreur de 150 mètres, et le record d'Alberto Salazar en 2 h 8 min 13 s est invalidé,.
Une section officielle pour les compétiteurs en fauteuils roulants a été créée en 2000. Lors de l’édition de 2002, les femmes d'élite ont commencé leur course 35 minutes avant le départ des hommes d'élite et du reste des coureurs. Au milieu des années 2000, les cyclistes Laurent Jalabert puis Lance Armstrong participent à l'épreuve, mais également les tennismen Yannick Noah ou Amélie Mauresmo.
En 2012, la 43e édition du Marathon de New York est annulée en raison des dégâts causés par l'ouragan Sandy qui a fait quarante morts dans la ville et où des centaines de milliers de personnes restent privés d’électricité, de chauffage ou d’eau, et dont le maintien faisait polémique.
En 2020, le Marathon de New York est annulé à cause de la crise de Covid-19 qui a fait plusieurs milliers de morts rien que dans la ville de New York.
Quatre décennies après sa création en 1970, le Marathon de New York est certainement le marathon bénéficiant de la plus grande renommée et depuis quelques années un des plus grands en termes de participants (46 536 arrivants en 2011). D’ailleurs face aux demandes de participation très nombreuses, le Marathon a mis en place un système de loterie. Hormis les sportifs de haut niveau, chaque participation repose principalement sur un tirage au sort révélé chaque année en mars (inscription entre mi janvier et mi février).
Tous les 1er dimanches de novembre, presque deux millions de spectateurs encouragent les coureurs tout au long du parcours dans New York. Le Marathon est retransmis en direct à la télévision sur NBC et est suivi par plus de 315 millions de téléspectateurs[réf. nécessaire].
Le 18 juin 2014, le Marathon de New York reçoit le Prix Princesse des Asturies.

## La course

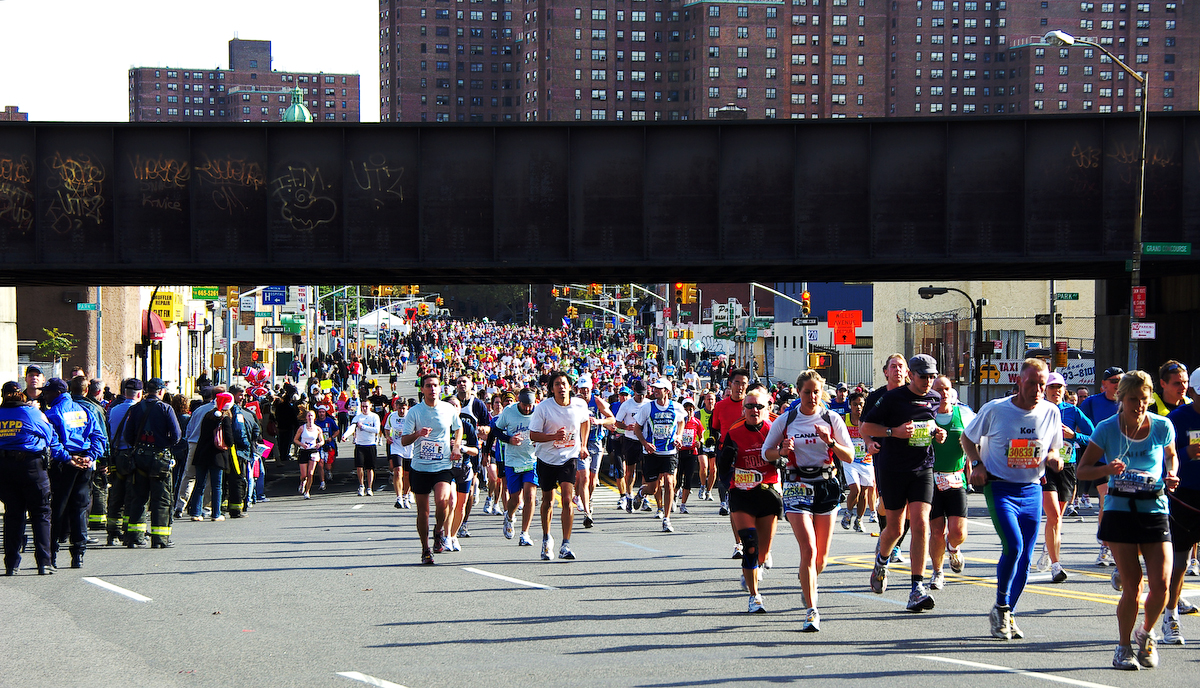
Concurrents dans le quartier du Bronx

La course débute, en montée, à Staten Island près du pont Verrazano-Narrows, qui est totalement fermé pour l'évènement. Pendant les premières minutes de course, le pont est submergé de coureurs, image qui fait chaque année le tour du monde et qui est toujours le point fort de ce marathon.
Le tracé passe ensuite par Brooklyn et notamment les quartiers de Dyker Heights, Bay Ridge et Sunset Park. Le parcours va ensuite dans le Queens et traverse le quartier de Long Island City. Les concurrents traversent l'East River par le pont de Queensboro pour rejoindre Manhattan. L'itinéraire va ensuite vers le nord sur la Première Avenue et passe brièvement dans le Bronx avant de retourner à Manhattan par la Cinquième avenue et de se terminer par une boucle autour de Central Park.
Le Marathon de New York n'est pas réputé rapide à cause des dénivelés des franchissements de ponts et des cinq derniers kilomètres vallonnés dans Central Park.
Plusieurs millions de spectateurs encouragent les coureurs sur le parcours notamment lorsqu'ils arrivent dans la Première Avenue, très large et très longue : plus de 5 km de ligne droite. L'ambiance dans la course est permanente, avec des orchestres, des animations tout le long du parcours.

## Palmarès

### Hommes

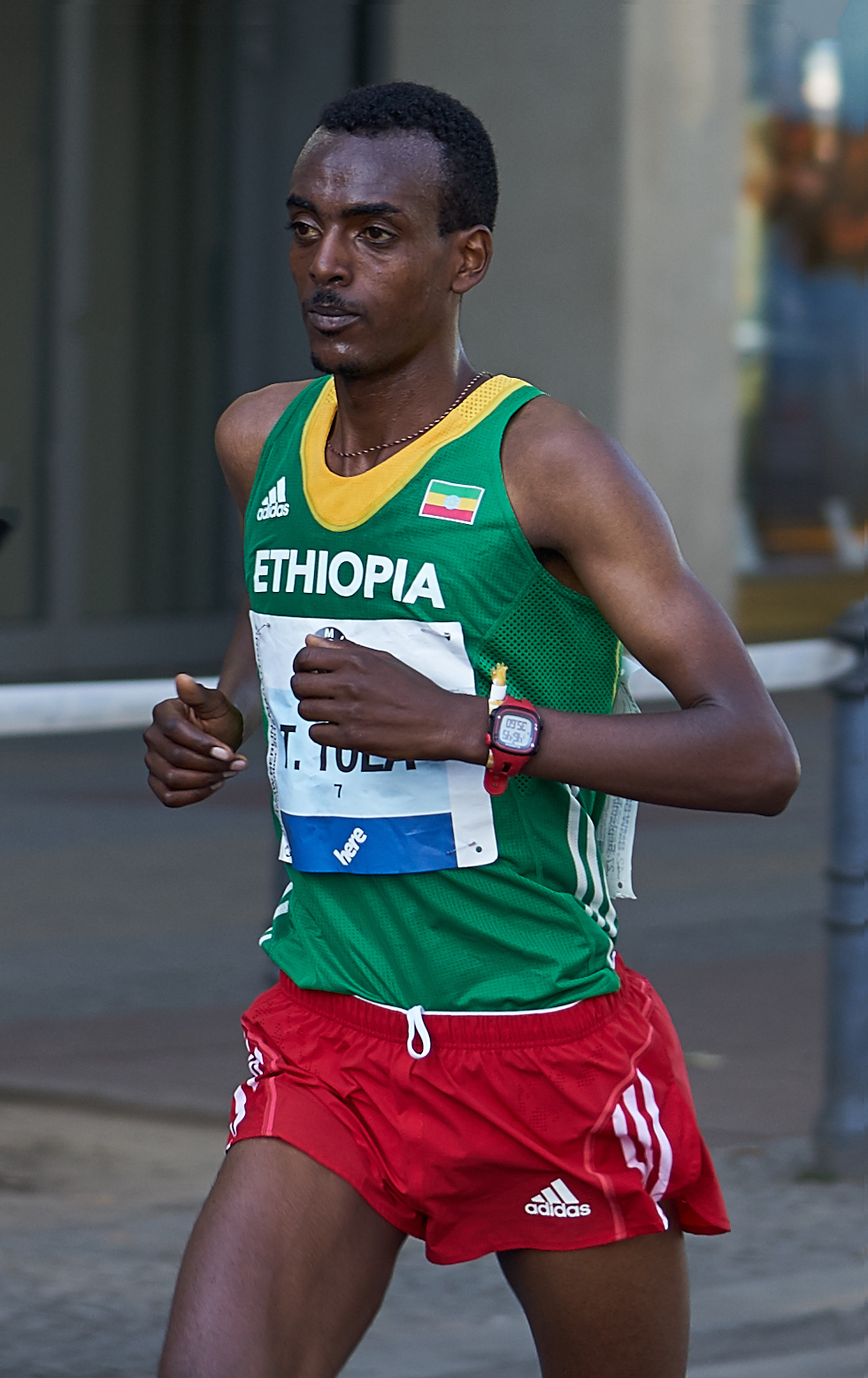
L'éthiopien Tamirat Tola détenteur du record de l'épreuve

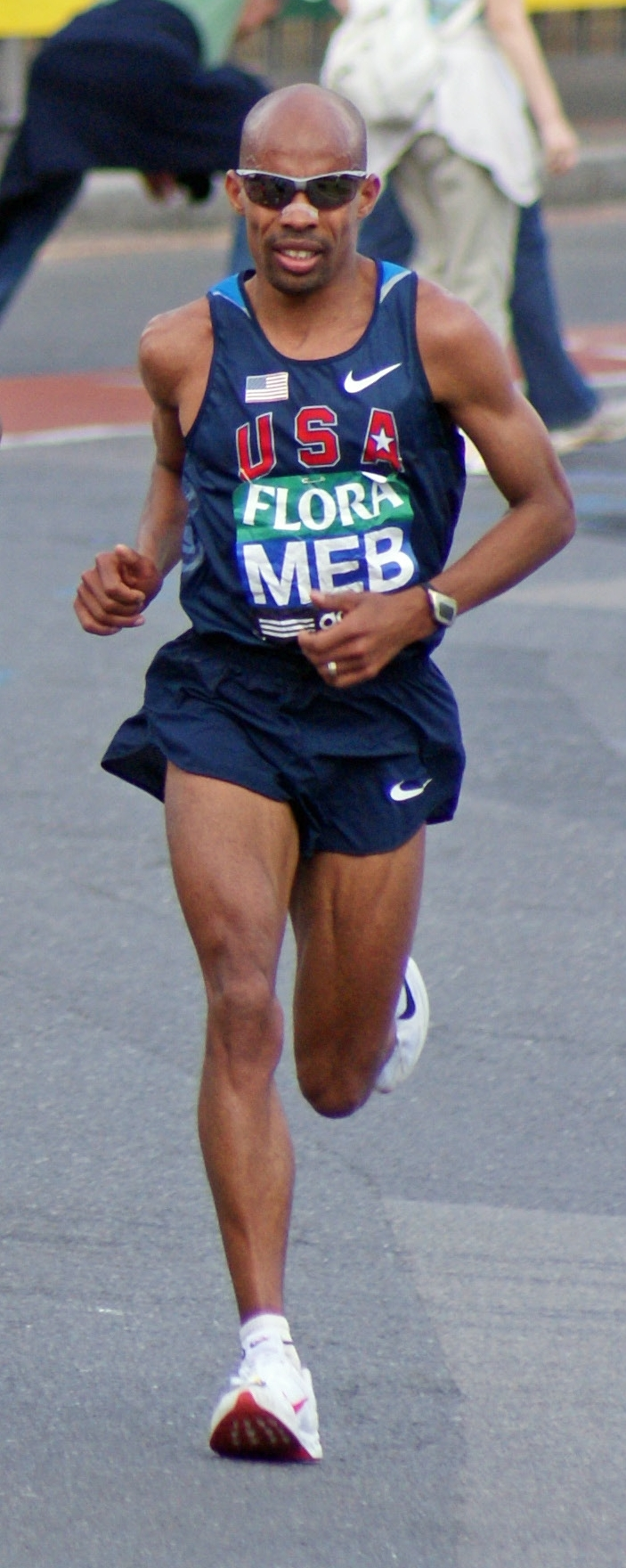
L'Américain Meb Keflezighi remporte l'édition 2009

Record de l'épreuve
| Date | Athlète                   | Temps           |
| ---- | ------------------------- | --------------- |
| 2024 | Abdi Nageeye              | 2 h 7 min 39 s  |
| 2023 | Tamirat Tola              | 2 h 4 min 58 s  |
| 2022 | Evans Chebet              | 2 h 8 min 41 s  |
| 2021 | Albert Korir              | 2 h 8 min 22 s  |
| 2020 | Annulé                    |                 |
| 2019 | Geoffrey Kamworor         | 2 h 8 min 13 s  |
| 2018 | Lelisa Desisa             | 2 h 5 min 59 s  |
| 2017 | Geoffrey Kamworor         | 2 h 10 min 53 s |
| 2016 | Ghirmay Ghebreslassie     | 2 h 7 min 51 s  |
| 2015 | Stanley Biwott            | 2 h 10 min 34 s |
| 2014 | Wilson Kipsang            | 2 h 10 min 59 s |
| 2013 | Geoffrey Mutai            | 2 h 8 min 24 s  |
| 2012 | Annulé                    |                 |
| 2011 | Geoffrey Mutai            | 2 h 5 min 6 s   |
| 2010 | Gebre Gebremariam         | 2 h 8 min 13 s  |
| 2009 | Meb Keflezighi            | 2 h 9 min 15 s  |
| 2008 | Marilson Gomes dos Santos | 2 h 8 min 43 s  |
| 2007 | Martin Lel                | 2 h 9 min 4 s   |
| 2006 | Marilson Gomes dos Santos | 2 h 9 min 58 s  |
| 2005 | Paul Tergat               | 2 h 9 min 30 s  |
| 2004 | Hendrick Ramaala          | 2 h 9 min 28 s  |
| 2003 | Martin Lel                | 2 h 10 min 30 s |
| 2002 | Rodgers Rop               | 2 h 8 min 7 s   |
| 2001 | Tesfaye Jifar             | 2 h 7 min 43 s  |
| 2000 | Abdelkader El Mouaziz     | 2 h 10 min 9 s  |
| 1999 | Joseph Chebet             | 2 h 9 min 14 s  |
| 1998 | John Kagwe                | 2 h 8 min 45 s  |
| 1997 | John Kagwe                | 2 h 8 min 12 s  |
| 1996 | Giacomo Leone             | 2 h 9 min 54 s  |
| 1995 | German Silva              | 2 h 11 min 0 s  |
| 1994 | German Silva              | 2 h 11 min 21 s |
| 1993 | Andres Espinosa           | 2 h 10 min 4 s  |
| 1992 | Willie Mtolo              | 2 h 9 min 29 s  |
| 1991 | Salvador García (en)      | 2 h 9 min 28 s  |
| 1990 | Douglas Wakiihuri         | 2 h 12 min 39 s |
| 1989 | Juma Ikangaa              | 2 h 8 min 1 s   |
| 1988 | Steve Jones               | 2 h 8 min 20 s  |
| 1987 | Ibrahim Hussein           | 2 h 11 min 1 s  |
| 1986 | Gianni Poli               | 2 h 11 min 6 s  |
| 1985 | Orlando Pizzolato         | 2 h 11 min 34 s |
| 1984 | Orlando Pizzolato         | 2 h 14 min 53 s |
| 1983 | Rod Dixon                 | 2 h 8 min 59 s  |
| 1982 | Alberto Salazar           | 2 h 9 min 29 s  |
| 1981 | Alberto Salazar           | 2 h 8 min 13 s  |
| 1980 | Alberto Salazar           | 2 h 9 min 41 s  |
| 1979 | Bill Rodgers              | 2 h 11 min 42 s |
| 1978 | Bill Rodgers              | 2 h 12 min 12 s |
| 1977 | Bill Rodgers              | 2 h 11 min 28 s |
| 1976 | Bill Rodgers              | 2 h 10 min 10 s |
| 1975 | Tom Fleming               | 2 h 19 min 27 s |
| 1974 | Norbert Sander            | 2 h 26 min 30 s |
| 1973 | Tom Fleming               | 2 h 21 min 54 s |
| 1972 | Sheldon Karlin            | 2 h 27 min 52 s |
| 1971 | Norman Higgins            | 2 h 22 min 54 s |
| 1970 | Gary Muhrcke              | 2 h 31 min 38 s |

### Femmes

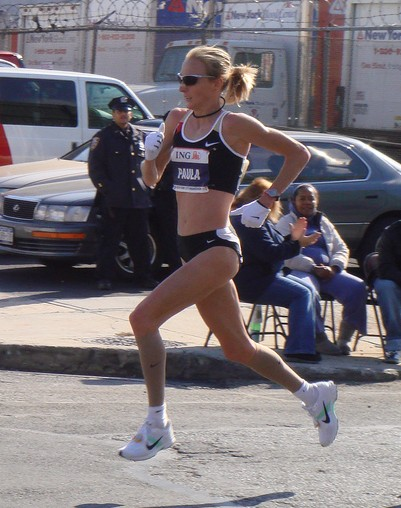
La Britannique Paula Radcliffe remporte le Marathon de New York en 2004, 2007 et 2008

Record de l'épreuve
| Date | Athlète                | Temps           |
| ---- | ---------------------- | --------------- |
| 2024 | Sheila Chepkirui       | 2 h 24 min 35 s |
| 2023 | Hellen Obiri           | 2 h 27 min 23 s |
| 2022 | Sharon Lokedi          | 2 h 23 min 23 s |
| 2021 | Peres Jepchirchir      | 2 h 22 min 39 s |
| 2020 | Annulé                 |                 |
| 2019 | Joyciline Jepkosgei    | 2 h 22 min 38 s |
| 2018 | Mary Keitany           | 2 h 22 min 48 s |
| 2017 | Shalane Flanagan       | 2 h 26 min 53 s |
| 2016 | Mary Keitany           | 2 h 24 min 26 s |
| 2015 | Mary Keitany           | 2 h 24 min 25 s |
| 2014 | Mary Keitany           | 2 h 25 min 7 s  |
| 2013 | Priscah Jeptoo         | 2 h 25 min 7 s  |
| 2012 | Annulé                 |                 |
| 2011 | Firehiwot Dado         | 2 h 23 min 15 s |
| 2010 | Edna Kiplagat          | 2 h 28 min 20 s |
| 2009 | Derartu Tulu           | 2 h 28 min 52 s |
| 2008 | Paula Radcliffe        | 2 h 23 min 56 s |
| 2007 | Paula Radcliffe        | 2 h 23 min 8 s  |
| 2006 | Jelena Prokopcuka      | 2 h 25 min 5 s  |
| 2005 | Jelena Prokopcuka      | 2 h 24 min 42 s |
| 2004 | Paula Radcliffe        | 2 h 23 min 10 s |
| 2003 | Margaret Okayo         | 2 h 22 min 31 s |
| 2002 | Joyce Chepchumba       | 2 h 25 min 56 s |
| 2001 | Margaret Okayo         | 2 h 24 min 21 s |
| 2000 | Ludmila Petrova        | 2 h 25 min 45 s |
| 1999 | Adriana Fernández      | 2 h 25 min 6 s  |
| 1998 | Franca Fiacconi        | 2 h 25 min 17 s |
| 1997 | Franziska Rochat-Moser | 2 h 28 min 43 s |
| 1996 | Anuta Catuna           | 2 h 28 min 18 s |
| 1995 | Tegla Loroupe          | 2 h 28 min 6 s  |
| 1994 | Tegla Loroupe          | 2 h 27 min 37 s |
| 1993 | Uta Pippig             | 2 h 26 min 24 s |
| 1992 | Lisa Ondieki           | 2 h 24 min 40 s |
| 1991 | Liz McColgan           | 2 h 27 min 32 s |
| 1990 | Wanda Panfil           | 2 h 30 min 45 s |
| 1989 | Ingrid Kristiansen     | 2 h 25 min 30 s |
| 1988 | Grete Waitz            | 2 h 28 min 7 s  |
| 1987 | Priscilla Welch        | 2 h 30 min 17 s |
| 1986 | Grete Waitz            | 2 h 28 min 6 s  |
| 1985 | Grete Waitz            | 2 h 28 min 34 s |
| 1984 | Grete Waitz            | 2 h 29 min 30 s |
| 1983 | Grete Waitz            | 2 h 27 min 0 s  |
| 1982 | Grete Waitz            | 2 h 27 min 14 s |
| 1981 | Allison Roe            | 2 h 25 min 29 s |
| 1980 | Grete Waitz            | 2 h 25 min 42 s |
| 1979 | Grete Waitz            | 2 h 27 min 33 s |
| 1978 | Grete Waitz            | 2 h 32 min 30 s |
| 1977 | Miki Gorman            | 2 h 43 min 10 s |
| 1976 | Miki Gorman            | 2 h 39 min 1 s  |
| 1975 | Kim Merritt            | 2 h 46 min 14 s |
| 1974 | Kathrine Switzer       | 3 h 7 min 29 s  |
| 1973 | Nina Kuscsik           | 2 h 57 min 7 s  |
| 1972 | Nina Kuscsik           | 3 h 8 min 41 s  |
| 1971 | Beth Bonner            | 2 h 55 min 22 s |